# Pieros Sotiriu
Pieros Sotiriu (gr.. Πιέρος Σωτηρίου, ur. 13 stycznia 1993 w Nikozji) – cypryjski piłkarz grający na pozycji napastnika w bułgarskim klubie Łudogorec Razgrad.

## Kariera klubowa
Swoją karierę piłkarską Sotiriu rozpoczął w klubie Olympiakos Nikozja. W 2009 roku awansował do kadry pierwszego zespołu. W sezonie 2009/2010 zadebiutował w nim w pierwszej lidze cypryjskiej. W sezonie 2012/2013 stał się podstawowym zawodnikiem Olympiakosu.
Latem 2013 roku Sotiriu przeszedł do APOEL FC. Swój debiut w nim zaliczył 7 października 2013 w zwycięskim 1:0 domowym meczu z Arisem Saloniki. W sezonie 2013/2014 wywalczył z APOEL-em mistrzostwo Cypru oraz zdobył Puchar Cypru, podobnie jak w sezonie 2014/2015. W sezonach 2015/2016 i 2016/2017 także zostawał mistrzem kraju.
Latem 2017 roku Sotiriu został zawodnikiem duńskiego FC København. W Superligaen zadebiutował 15 lipca 2017 w zremisowanym 1:1 domowym meczu z Aalborgiem.
| Sezon   | Klub               | Kraj  | Rozgrywki                 | Mecze | Bramki |
| ------- | ------------------ | ----- | ------------------------- | ----- | ------ |
| 2009/10 | Olympiakos Nikozja | Cypr  | Protathlima A’ Kategorias | 4     | 1      |
| 2010/11 | Olympiakos Nikozja | Cypr  | Protathlima A’ Kategorias | 6     | 0      |
| 2011/12 | Olympiakos Nikozja | Cypr  | Protathlima A’ Kategorias | 16    | 1      |
| 2012/13 | Olympiakos Nikozja | Cypr  | Protathlima A’ Kategorias | 29    | 7      |
| 2013/14 | APOEL FC           | Cypr  | Protathlima A’ Kategorias | 5     | 0      |
| 2014/15 | APOEL FC           | Cypr  | Protathlima A’ Kategorias | 10    | 4      |
| 2015/16 | APOEL FC           | Cypr  | Protathlima A’ Kategorias | 26    | 10     |
| 2016/17 | APOEL FC           | Cypr  | Protathlima A’ Kategorias | 32    | 21     |
| 2017/18 | FC København       | Dania | Superligaen               |       |        |

## Kariera reprezentacyjna
W reprezentacji Cypru Sotiriu zadebiutował 14 listopada 2012 roku w przegranym 0:3 towarzyskim meczu z Finlandią, rozegranym w Nikozji.